# Seznam souhvězdí

Mapa souhvězdí schválených IAU v ekvidistantní válcové projekci (pro epochu B1875.0)

Hvězdná obloha se v moderní astronomii dělí na 88 oblastí zvaných souhvězdí, které ji celou pokrývají. Hranice a názvy jednotlivých souhvězdí schvaluje Mezinárodní astronomická unie (IAU). Každé souhvězdí je určitá vymezená část nebeské sféry, ohraničená úseky pomocí rektascenze (svislé hranice) a deklinace (vodorovné hranice). Jejich hranice byly oficiálně přijaty Mezinárodní astronomickou unií v roce 1928 a zveřejněny v roce 1930.

## Historie
Historicky se původ souhvězdí severní a jižní hvězdné oblohy výrazně liší. Většina severních souhvězdí pochází z antiky a jejich názvy vycházejí většinou z klasických řeckých legend. Doklady o těchto souhvězdích se dochovaly v podobě starých hvězdných map a katalogů hvězd, např. Ptolemaiův Almagest (48 souhvězdí), Bayerova Uranometria (60 souhvězdí). Jižní souhvězdí jsou novodobějšími novotvary, někdy jako náhrada starověkých souhvězdí (např. Argo Navis). Některá jižní souhvězdí měla dlouhé názvy, které byly zkráceny do použitelnějších podob; např. z Musca Australis se stala Musca (Moucha). Vzhledem ke svému římskému a evropskému původu mají všechna souhvězdí latinský název.
V průběhu 20. let 20. století IAU oficiálně definovala hranice souhvězdí jako linie pevné rektascenze a deklinace (pro epochu B1875.0). Tato definice se používá jako mezinárodní standard ve vědeckých pracích. Když astronomové říkají, že nějaký objekt leží v určitém souhvězdí, mají na mysli, že se nachází v těchto stanovených hranicích.
Historicky lze vymezit několik událostí IAU při stanovení hranic souhvězdí:
- 1922 - Mezinárodní standardizace 89 latinských názvů souhvězdí:
  - v nominativu (1. pád) a genitivu (2. pád) a jejich třípísmenné zkratky.
  - z historických důvodů bylo zařazeno i zaniklé souhvězdí Argo (Arg).
- 1925 - Delporteho prezentace jeho definice hraničních čar 88 souhvězdí.[3]
- 1928 - přijetí Delporteho návrhu.
- 1930 - zveřejnění Delporteho vymezení hranic souhvězdí[2] s doprovodným nebeským atlasem[4].

## Moderní souhvězdí
Na 88 souhvězdích je zobrazeno 42 zvířat, 29 neživých předmětů a 17 osob nebo mytologických postav.

### Názvy a zkratky
Každé souhvězdí IAU má oficiální třípísmennou zkratku založenou na genitivu názvu souhvězdí, většina zkratek jsou první tři písmena názvu souhvězdí. V některých případech zkratka obsahuje písmena z genitivu, která se v základním názvu nevyskytují (jako např. v Sge pro Sagitta, aby nedošlo k záměně se Střelcem, zkráceně Sgr). Některé zkratky používají písmena nad rámec počátečních tří, aby jednoznačně identifikovaly souhvězdí (například, když se název a jeho genitiv liší v prvních třech písmenech): CrA pro Corona Australis, CrB pro Corona Borealis. Pokud jsou písmena převzata z druhého slova dvouslovného názvu, píše se první písmeno z druhého slova s velkým písmenem: CMa pro Canis Major, CMi pro Canis Minor.

### Seznam souhvězdí
Následující seznam obsahuje 88 moderních souhvězdí. Údaje jsou převzaty především ze zdrojů . Sloupec Viditelnost obsahuje údaj o viditelnosti souhvězdí v Česku (pro 50° s. š.) dle zdroje.
| IAU název           | Genitiv              | Zkratka | Český název       | Rozloha (°) | Viditelnost | Původ |
| ------------------- | -------------------- | ------- | ----------------- | ----------- | ----------- | ----- |
| Andromeda           | Andromedae           | And     | Andromeda         | 722,3       | celé        | 1     |
| Antlia              | Antliae              | Ant     | Vývěva            | 238,9       | částečně    | 3     |
| Apus                | Apodis               | Aps     | Rajka             | 206,3       | není        | 2     |
| Aquarius            | Aquarii              | Aqr     | Vodnář            | 979,9       | celé        | 1     |
| Aquila              | Aquilae              | Aql     | Orel              | 652,5       | celé        | 1     |
| Ara                 | Arae                 | Ara     | Oltář             | 237,1       | není        | 1     |
| Aries               | Arietis              | Ari     | Beran             | 441,4       | celé        | 1     |
| Auriga              | Aurigae              | Aur     | Vozka             | 906,8       | celé        | 1     |
| Boötes              | Boötis               | Boo     | Pastýř            | 657,4       | celé        | 1     |
| Caelum              | Caeli                | Cae     | Rydlo             | 124,9       | částečně    | 3     |
| Camelopardalis      | Camelopardalis       | Cam     | Žirafa            | 756,8       | celé        | 4     |
| Cancer              | Cancri               | Cnc     | Rak               | 505,9       | celé        | 1     |
| Canes Venatici      | Canum Venaticorum    | CVn     | Honicí psi        | 465,2       | celé        | 5     |
| Canis Major         | Canis Majoris        | CMa     | Velký pes         | 380,1       | celé        | 1     |
| Canis Minor         | Canis Minoris        | CMi     | Malý pes          | 183,4       | celé        | 1     |
| Capricornus         | Capricorni           | Cap     | Kozoroh           | 413,9       | celé        | 1     |
| Carina              | Carinae              | Car     | Lodní kýl         | 494,2       | není        | 6     |
| Cassiopeia          | Cassiopeiae          | Cas     | Kasiopeja         | 598,4       | celé        | 1     |
| Centaurus           | Centauri             | Cen     | Kentaur           | 1 060,4     | částečně    | 1     |
| Cepheus             | Cephei               | Cep     | Cefeus            | 587,8       | celé        | 1     |
| Cetus               | Ceti                 | Cet     | Velryba           | 1 231,4     | celé        | 1     |
| Circinus            | Circini              | Cir     | Kružítko          | 93,4        | není        | 3     |
| Columba             | Columbae             | Col     | Holubice          | 270,2       | částečně    | 4     |
| Coma Berenices      | Comae Berenices      | Com     | Vlasy Bereniky    | 386,5       | celé        | 7     |
| Corona Australis    | Coronae Australis    | CrA     | Jižní koruna      | 127,7       | částečně    | 1     |
| Corona Borealis     | Coronae Borealis     | CrB     | Severní koruna    | 178,7       | celé        | 1     |
| Corvus              | Corvi                | Crv     | Havran            | 183,8       | celé        | 1     |
| Crater              | Crateris             | Crt     | Pohár             | 282,4       | celé        | 1     |
| Crux                | Crucis               | Cru     | Jižní kříž        | 68,4        | není        | 4     |
| Cygnus              | Cygni                | Cyg     | Labuť             | 188,5       | celé        | 1     |
| Delphinus           | Delphini             | Del     | Delfín            | 804,0       | celé        | 1     |
| Dorado              | Doradus              | Dor     | Mečoun            | 179,2       | není        | 2     |
| Draco               | Draconic             | Dra     | Drak              | 1 083,0     | celé        | 1     |
| Equuleus            | Equulei              | Equ     | Koníček           | 71,6        | celé        | 1     |
| Eridanus            | Eridani              | Eri     | Eridanus          | 1 137,9     | částečně    | 1     |
| Fornax              | Fornacis             | For     | Pec               | 397,5       | částečně    | 3     |
| Gemini              | Geminorum            | Gem     | Blíženci          | 513,8       | celé        | 1     |
| Grus                | Gruis                | Gru     | Jeřáb             | 365,5       | částečně    | 2     |
| Hercules            | Herculis             | Her     | Herkules          | 1 225,1     | částečně    | 1     |
| Horologium          | Horologii            | Hor     | Hodiny            | 248,9       | částečně    | 3     |
| Hydra               | Hydrae               | Hya     | Hydra             | 1 302,8     | částečně    | 1     |
| Hydrus              | Hydri                | Hyi     | Malý vodní had    | 243,0       | není        | 2     |
| Chamaeleon          | Chamaeleontis        | Cha     | Chameleon         | 131,6       | není        | 2     |
| Indus               | Indi                 | Ind     | Indián            | 294,0       | není        | 2     |
| Lacerta             | Lacertae             | Lac     | Ještěrka          | 200,7       | celé        | 5     |
| Leo                 | Leonis               | Leo     | Lev               | 947,0       | celé        | 1     |
| Leo Minor           | Leonis Minoris       | LMi     | Malý lev          | 232,0       | celé        | 5     |
| Lepus               | Leporis              | Lep     | Zajíc             | 290,3       | celé        | 1     |
| Libra               | Librae               | Lib     | Váhy              | 538,1       | celé        | 1     |
| Lupus               | Lupi                 | Lup     | Vlk               | 333,7       | částečně    | 1     |
| Lynx                | Lyncis               | Lyn     | Rys               | 545,4       | celé        | 5     |
| Lyra                | Lyrae                | Lyr     | Lyra              | 286,5       | celé        | 1     |
| Mensa               | Mensae               | Men     | Tabulová hora     | 153,5       | není        | 3     |
| Microscopium        | Microscopii          | Mic     | Mikroskop         | 209,5       | částečně    | 3     |
| Monoceros           | Monocerotis          | Mon     | Jednorožec        | 481,6       | celé        | 4     |
| Musca               | Muscae               | Mus     | Moucha            | 138,4       | není        | 2     |
| Norma               | Normae               | Nor     | Pravítko          | 165,3       | částečně    | 3     |
| Octans              | Octantis             | Oct     | Oktant            | 291,0       | není        | 3     |
| Ophiuchus           | Ophiuchi             | Oph     | Hadonoš           | 948,3       | celé        | 1     |
| Orion               | Orionis              | Ori     | Orion             | 594,1       | celé        | 1     |
| Pavo                | Pavonis              | Pav     | Páv               | 377,7       | není        | 2     |
| Pegasus             | Pegasi               | Peg     | Pegas             | 1 120,8     | celé        | 1     |
| Perseus             | Persei               | Per     | Perseus           | 615,0       | celé        | 1     |
| Phoenix             | Phoenicis            | Phe     | Fénix             | 469,3       | částečně    | 2     |
| Pictor              | Pictoris             | Pic     | Malíř             | 246,7       | není        | 3     |
| Pisces              | Piscium              | Psc     | Ryby              | 889,4       | celé        | 1     |
| Piscis Austrinus    | Piscis Austrini      | PsA     | Jižní ryba        | 245,4       | částečně    | 1     |
| Puppis              | Puppis               | Pup     | Lodní záď         | 673,4       | částečně    | 6     |
| Pyxis               | Pyxidis              | Pyx     | Kompas            | 220,8       | částečně    | 3     |
| Reticulum           | Reticuli             | Ret     | Síť               | 113,9       | není        | 3     |
| Sagitta             | Sagittae             | Sge     | Šíp               | 79,9        | celé        | 1     |
| Sagittarius         | Sagittarii           | Sgr     | Střelec           | 867,4       | částečně    | 1     |
| Scorpius            | Scorpii              | Sco     | Štír              | 496,8       | částečně    | 1     |
| Sculptor            | Sculptoris           | Scl     | Sochař            | 474,8       | částečně    | 3     |
| Scutum              | Scuti                | Sct     | Štít              | 109,1       | celé        | 5     |
| Serpens             | Serpentis            | Ser     | Had               | 636,9       | celé        | 1     |
| Sextans             | Sextantis            | Sex     | Sextant           | 313,5       | celé        | 5     |
| Taurus              | Tauri                | Tau     | Býk               | 797,2       | celé        | 1     |
| Telescopium         | Telescopii           | Tel     | Dalekohled        | 251,5       | není        | 3     |
| Triangulum          | Trianguli            | Tri     | Trojúhelník       | 131,8       | celé        | 1     |
| Triangulum Australe | Triangulis Australis | TrA     | Jižní trojúhelník | 110,0       | není        | 2     |
| Tucana              | Tucanae              | Tuc     | Tukan             | 294,6       | není        | 2     |
| Ursa Major          | Ursae Majoris        | UMa     | Velká medvědice   | 1 279,7     | celé        | 1     |
| Ursa Minor          | Ursae Minoris        | UMi     | Malý medvěd       | 255,9       | celé        | 1     |
| Vela                | Velorum              | Vel     | Plachty           | 499,6       | částečně    | 6     |
| Virgo               | Virginis             | Vir     | Panna             | 1 294,4     | celé        | 1     |
| Volans              | Volantis             | Vol     | Létající ryba     | 141,4       | není        | 2     |
| Vulpecula           | Vulpeculae           | Vul     | Lištička          | 268,2       | celé        | 5     |